# Левкоза при котките
Левкозата при котките (Feline leucosis, Feline leukemia) е неопластично заболяване при представителите на семейство Коткови. Причинява се от Ретровирус.

## Етиология
Вирусът на левкозата при котките е открит през 1964 г. от Уилям Джарет. Той е ретровирус и съдържа РНК и липопротеинова обвивка. Диаметърът му е 100 – 110 nm. и е със сферична форма. Известни са три типа на вируса – A, B и C, като някои от тях имат и субтипове.

## Епизоотология
Вирусът е разпространен навсякъде, но неравномерно. Най-чувствителни към заразяване са малките котета на възраст до 4 месеца след раждане. Източник на инфекцията са възрастните котки носители на вируса. Вирусът се съдържа в слюнката, носните изтечения, кръвта и по-малко във фекалиите и урината. Заразяването е алиментарно, аерогенно и трансплацентарно. Необходим е директен контакт на животни, за да възникне заразяване поради факта, че вирусът е неустойчив във външна среда.

## Клинични признаци
- Лимфосаркома – това е злокачествен тумор от незрели левкоцити. Развива се в лимфните възли, сливиците, тимуса. По рядко се срещат в устната кухина, белия дроб, мозъка, черния дроб и пикочния мехур. Клиничните признаци на заболяването зависят от поразения орган.
- Левкемия – проявява се с активиране и пролиферация на кръвообразуващата тъкан с последващо образуване на тумори в целия организъм. В зависимост от типа на пролифериращите клетки се различават няколко вида левкемия: лимфоидна левкемия, еритроидна левкемия, миелоза и други.

Вирусът предизвикващ заболяването често предизвиква имуносупресия, която се манифестира с анемия и левкопения.
Болните котки са разположени към развитието на вторични инфекции.

## Профилактика
За профилактика на заболяването се препоръчва ваксинация. Първата ваксинация се прави на 9-ата седмица след раждането, а втората на 2 – 4 седмици по-късно. При по-големи котки е необходимо ежегодно да се извършва ваксинация срещу това заболяване.